# Nordfriedhof Neckargartach

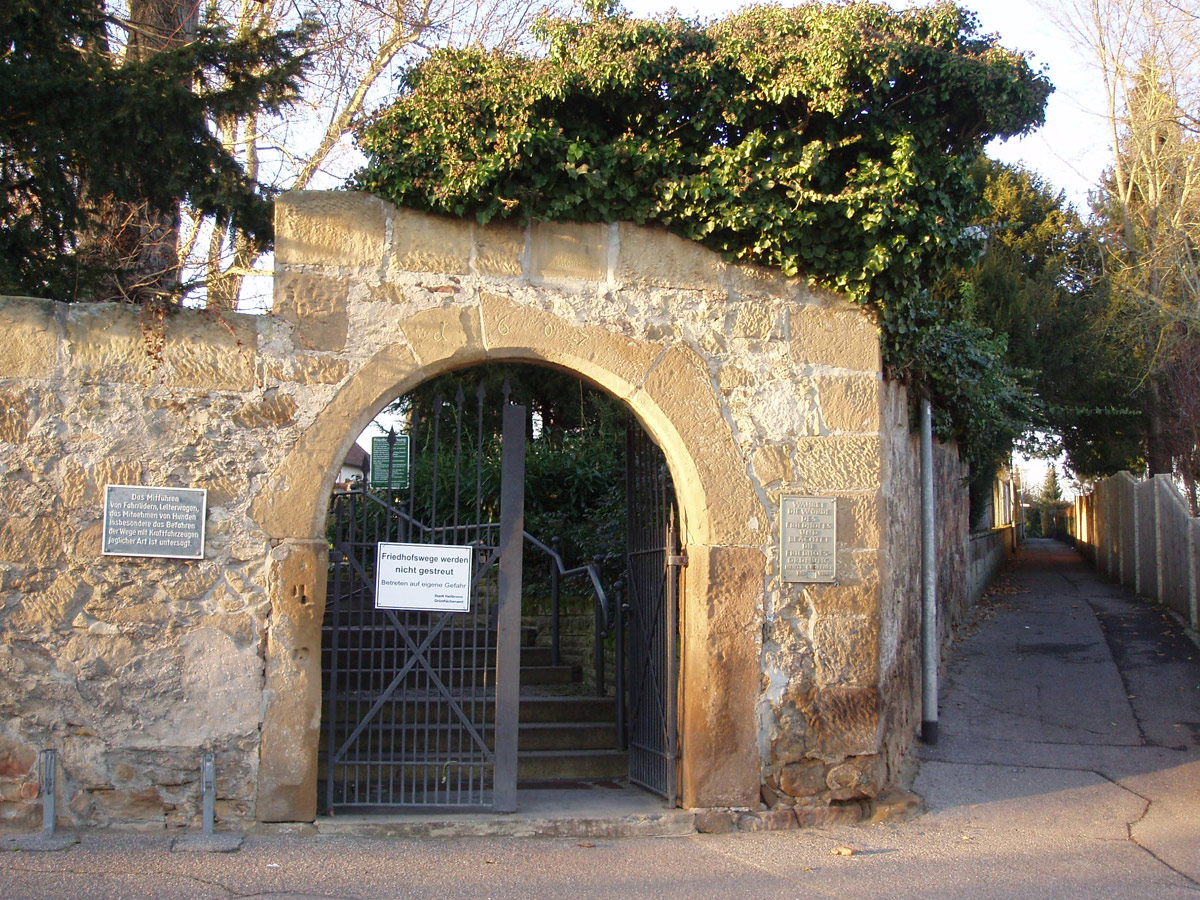
Friedhofsportal von 1607

Der Nordfriedhof Neckargartach im Heilbronner Stadtteil Neckargartach ist einer der großen und historischen Friedhöfe der Stadt.

## Geschichte
Der nordwestlich der historischen Ortsmitte von Neckargartach gelegene Friedhof wurde gemäß der Datierung des Torbogens an der Feurerstraße im Jahr 1607 angelegt und im 19. Jahrhundert erweitert. 1904 wurde eine kleine Leichenhalle erbaut, die 1951 einem Neubau nach Plänen von Heinrich Röhm wich. 1947 und 1956 wurde der Friedhof nach Westen zur Lorscher bzw. zur Bodelschwingstraße hin erweitert. Eine bedeutende Erweiterung nach Norden erfolgte zu Beginn der 1980er Jahre, als man auch eine neue Aussegnungshalle und ein Betriebsgebäude erstellte. Der Friedhof erhielt schließlich 1983 noch durch Spenden aus der Belegschaft des EVS-Kohlekraftwerks einen Glockenträger.
Im Friedhof befindet sich ein gemeinsames Ehrenfeld für die 13 im Ersten Weltkrieg und 26 im Zweiten Weltkrieg gefallenen Soldaten aus Neckargartach, in dem auch einige zivile Kriegsopfer sowie drei unbekannte deutsche Soldaten, die beim Kampf um Heilbronn im April 1945 fielen, bestattet sind. Vom Ausgang im Nordosten zur Rolandstraße führt ein Fußweg zwischen Feldern und Gartenparzellen zum nur etwa 300 Meter entfernt gelegenen KZ-Friedhof Neckargartach.
Der Friedhof wird seit 2006 sukzessive umgestaltet, um verlorene historische Bezüge wiederherzustellen. Die Wiederherstellung der Hauptachse zur Trauerhalle wurde dabei bereits realisiert, die Sanierung des Vorplatzes vor der Aussegnungshalle ist geplant.
Seinen heutigen Namen Nordfriedhof trägt der Friedhof aufgrund seiner Lage in der Gesamtstadt Heilbronn, wo er neben dem Westfriedhof in Böckingen und dem Südfriedhof Sontheim zu den großen Friedhöfen der Stadt zählt, in denen Heilbronner aus allen Stadtteilen und auch Auswärtige bestattet werden können.